# La Rage
Pour les articles homonymes, voir La rabbia et Rage.
Pour plus de détails, voir Fiche technique et Distribution.
La Rage (titre original : La rabbia) est un film italien en deux parties réalisé par Pier Paolo Pasolini pour la première et Giovanni Guareschi pour la seconde, sorti en 1963.

## Synopsis
Montage d'archives d'actualité des années 1950 et 1960

## Fiche technique
- Titre : La Rage
- Titre original : La rabbia
- Réalisation : Pier Paolo Pasolini (partie 1) et Giovanni Guareschi (partie 2)
- Scénario : Pier Paolo Pasolini (partie 1) et Giovanni Guareschi (partie 2)
- Production : Gastone Ferranti
- Montage : Nino Baragli et Pier Paolo Pasolini pour la partie 1
- Pays d'origine :  Italie
- Format : Noir et blanc - Mono
- Genre : Documentaire
- Durée : 50 minutes (partie 1)
- Date de sortie : 1963

## Distribution
Partie 1
- Texte : Pier Paolo Pasolini
- lu par : Giorgio Bassani et Renato Guttuso

Partie 2
- Texte : Giovanni Guareschi
- lu par : Gigi Artuso et Carlo Romano

## Autour du film
Gastone Ferranti, producteur d'actualités cinématographiques, décide de valoriser son fonds d'archives en demandant à Pasolini, alors écrivain connu et cinéaste débutant, de réaliser un film documentaire à partir de ses images. Trouvant le film que Pasolini a réalisé trop marqué à gauche, le producteur décide de ne pas le sortir, et demande à l'écrivain Guareschi (auteur de Don Camillo), satiriste très à droite, de tourner un second volet. La Rage réunit donc deux films antagonistes, la deuxième partie, réalisée non indépendamment, mais en réponse, dénaturant la première. Pasolini récuse le procédé et renie son film présenté de cette façon. La polémique entre les deux auteurs prend une telle tournure que Pasolini justifie sa position, dans le journal Il Giorno du 13 avril 1963, par l'article suivant, :
| «Se Eichmann potesse risorgere dalla tomba e fare un film, farebbe un film del genere. Per interposta persona Eichmann ha fatto questo film. Credevo di avere un interlocutore con cui fosse possibile almeno un dissenso, e non uno che è addirittura in fase prelogica. Non è un film solo qualunquista, o conservatore, o reazionario. È peggio. C'è l'odio contro gli americani, e il processo di Norimberga viene definito 'una vendetta'. Si parla di John Kennedy facendo vedere solo sua moglie, come se lui non esistesse. C'è odio contro i negri, e manca solo che si dica che bisogna metterli tutti al muro. C'è una ragazza bianca che dà un fiore a un negro, e subito dopo lo speaker la copre d'insulti per questo. C'è un inno ai paras, esaltati come truppe magnifiche. C'è un anticomunismo che non è neanche missino, è da anni Trenta. C'è tutto: il razzismo, il pericolo giallo, e il tipico procedimento degli oratori fascisti, l'accumulo di dati di fatto indimostrabili. «Almeno formalmente, e cioè ritirando la firma, voglio cercare di non dare un mio contributo al successo eventuale d'un film fatto anche da Guareschi. Non voglio collaborare nemmeno come antagonista all'assorbimento di queste idee mostruose da parte dei giovani, che sono indifesi dinanzi a una simile demagogia». | « Si Eichmann pouvait sortir de sa tombe et faire un film, il ferait un film de ce genre. Par personne interposée Eichmann a fait ce film. Je croyais avoir un interlocuteur avec lequel serait possible au minimum un dissentiment, et non quelqu'un qui en est carrément au stade prélogique. Ce n'est pas seulement un film « qualunquiste » [expression italienne équivalente de « poujadiste »], conservateur ou réactionnaire, c'est pire. Il y a la haine des Américains et le procès de Nuremberg est décrit comme une vengeance; on parle de John Kennedy en ne faisant voir que sa femme, comme si lui n'existait pas. Il y a la haine contre les nègres, il manque seulement que l'on dise qu'il faut les mettre tous contre le mur. Il y a une fille blanche qui donne une fleur à un homme noir et immédiatement après le commentateur la couvre d'insultes pour cela. il y a un hymne aux paras, exaltés comme des troupes magnifiques ; il y a un anticommunisme qui n'est même pas celui du MSI, mais l'anticommunisme des années 1930. Il y a tout, le racisme, le péril jaune, le procédé typique des orateurs fascistes, l'accumulation de données de fait indémontrables. Au moins formellement, c'est-à-dire en retirant ma signature, je veux tenter de ne pas donner ma contribution à l'éventuel succès d'un film fait aussi par Guareschi. Je ne veux pas collaborer, même en tant qu'antagoniste, à l'absorption de ces idées monstrueuses par des jeunes qui sont sans défense devant une pareille démagogie. » |